# Bradycinetulus rex
Bradycinetulus rex är en skalbaggsart som beskrevs av Cartwright 1953. Bradycinetulus rex ingår i släktet Bradycinetulus och familjen Bolboceratidae. Inga underarter finns listade.